# 1748
1748 (MDCCXLVIII) var ett skottår som började en måndag i den gregorianska kalendern och ett skottår som började en fredag i den julianska kalendern.

## Händelser

### Februari
- 23 februari – De svenska Serafimer-, Svärds- och Nordstjärneordnarna instiftas. Serafimerorden är den finaste utmärkelsen och tilldelas svenska arvfurstar vid födseln.
- Februari – Fredrik I drabbas av slaganfall.

### Maj
- 19 maj – Fredrik I kan inte längre delta i det svenska regeringsarbetet. En stämpel med hans underskrift börjar därför används för undertecknandet av olika dokument.
- 26 maj – Vetenskapsakademiens observatorium grundläggs i Stockholm.[1]

### Juni
- 28 juni – Kungligt brev fastställer stadgarna för den i februari instiftade Serafimerorden.

### September
- 27 september – Galärstraffet avskaffas definitivt i Frankrike, och ersätts av fängelsetypen bagno.[2]

### Oktober
- 18 oktober – Fredsförhandlingarna i Aachen leder till ett slut på Österrikiska tronföljdskriget.

### Okänt datum
- De svenska förordningarna om zigenare och tattare samlas i en specifik lagstiftning, för att hindra vidare invandring och tvinga dem som finns till fast bosättning.
- Beslut om ny svensk lag för manufakturprivilegier tas. Endast de manufakturer som själva kan finansiera sin verksamhet får privilegier, undantaget hemslöjden.
- Grevinnan Eva Ekeblad, gift De la Gardie, väljs in i Vetenskapsakademien, för att hon bland annat experimenterat med att framställa brännvin ur potatis.
- Sverige får en ny rysk minister i Stockholm, greve Nikita Panin.
- Sätra brunn doneras till Uppsala universitet.
- Byggandet av fästningen Sveaborg utanför Helsingfors i Finland påbörjas.
- Sjömanshuset och året därpå sjömanskassan inrättas för änkor och barn till sjömän. [3]
- Correspondance littéraire, philosophique et critique börjar utges i Europa.

## Födda
- 11 februari – Edward Carrington, amerikansk politiker.
- 11 mars – Christian Ditlev Frederik Reventlow, dansk greve, statsminister och reformator.
- 25 mars – Benedetto Giuseppe Labre, romersk-katolskt helgon.
- 3 maj – Emmanuel Joseph Sieyès, fransk revolutionspolitiker och präst.
- 10 maj – Louis Jean Pierre Vieillot, fransk ornitolog.
- 8 juni – William Few, amerikansk politiker, senator 1789–1793.
- 8 augusti – Johann Friedrich Gmelin, naturforskare.
- 30 augusti – Jacques-Louis David, fransk målare.
- 7 september – Thomas Hartley, amerikansk advokat, militär och politiker, kongressledamot 1789–1800.
- 26 september – Karl XIII, kung av Sverige 1809–1818 och av Norge 1814–1818.
- 19 oktober – Emanuel De Geer, svensk militär, kammarherre och riksråd samt kanslipresident 1786–1787.
- 12 november – Karl IV, kung av Spanien.
- 13 november – William Chalmers, grundare av den industriskola som sedermera blev Chalmers tekniska högskola.
- 9 december – Claude Louis Berthollet, fransk kemist och läkare.
- Rosalie Duthé, fransk modell, prototypen för stereotypen "den dumma blondinen".

## Avlidna
- 1 januari – Johann Bernoulli, schweizisk matematiker.
- 14 mars – George Wade, brittisk fältmarskalk.
- 23 april – Mohammed Nasir, indisk stormogul 1719-1748.
- 15 september - Dorothea Sofia av Neuburg, italiensk regent.
- Johann Bernoulli, matematiker.
- James Thomson, brittisk författare.
- Otto Ferdinand Traun, österrikisk militär.
- Pietro Passalacqua, italiensk arkitekt.

### Fotnoter
1. ↑  ”Populär historia”. 20 juli 2003. Arkiverad från originalet den 4 december 2009. https://web.archive.org/web/20091204083537/http://www.popularhistoria.se/o.o.i.s?id=43&vid=871. Läst 25 mars 2011.
2. ↑  Bagno i Nordisk familjebok (andra upplagan, 1904)
3. ↑  Du Rietz, Anita, Kvinnors entreprenörskap: under 400 år, 1. uppl., Dialogos, Stockholm, 2013